# Fish Island
Fish Island är en ö i Kanada.   Den ligger i territoriet Northwest Territories, i den nordvästra delen av landet, 4 200 km nordväst om huvudstaden Ottawa. Arean är 18,8 kvadratkilometer.
Terrängen på Fish Island är mycket platt. Den sträcker sig 9,0 kilometer i nord-sydlig riktning, och 4,3 kilometer i öst-västlig riktning.
Trakten runt Fish Island består i huvudsak av gräsmarker. Trakten runt Fish Island är nära nog obefolkad, med mindre än två invånare per kvadratkilometer.